# Жаркаин
Жаркаин (каз. Жарқайын) — озеро в Узункольском районе Костанайской области Казахстана. Находится в 5 км к востоку от села Речное (быв. свх им. Чапаева).
По данным топографической съёмки 1944 года, площадь поверхности озера составляет 17,27 км². Наибольшая длина озера — 7,3 км, наибольшая ширина — 4,7 км. Длина береговой линии составляет 24,4 км, развитие береговой линии — 1,64. Озеро расположено на высоте 156,4 м над уровнем моря.
Озеро входит в перечень рыбохозяйственных водоёмов местного значения.